# رضا نیک‌نظر
 رضا نیک‌نظر  (زاده ۱ شهریور ۱۳۵۹ - شهرستان شفت) بازیکن فوتبال ایرانی است. او فوتبال را از تیم سپیدرود رشت آغاز کرد و در باشگاه‌های صباباتری، پرسپولیس، ملوان و نساجی مازندران سابقه بازی دارد.